# 嗚呼!花の料理人
嗚呼!花の料理人（ああ!はなのりょうりにん）は、2006年4月6日から2008年9月25日まで、日本テレビ系列で毎週木曜深夜（放送時間は後述）に放送された、読売テレビ制作の食をテーマにしたバラエティ番組である。

## 概要
当初は、超一流料理人9人たちと職人の技や波乱に満ちたエピソードを繰り広げるトークバラエティ番組の形式を採っていた。
その為2006年10月放送分からトークを交えつつ、料理人3名がそれぞれゲストをイメージした料理を作ってもてなす形式に変更された。2007年4月放送分からは新コーナー「花の弁当同好会」がスタート。女性タレントが弁当を作る過程を見た後、その弁当を田村亮と料理人が食べて評価する。さらに2007年10月放送分には再びリニューアルされ、ステージ毎に異なる料理人が作った料理を賭けて、久本＋ゲスト3人が協力してクイズに挑むクイズ番組の形式になった（ロンブーは引き続き司会）。

## 放送時間
- 開始 - 2006年9月28日…23:25 - 23:55
- 2006年10月5日 - 2007年9月27日…23:55 - 翌0:26

※『NEWS ZERO』開始により30分繰り下げ、かつ1分拡大。
- 2007年10月4日～終了…23:58 - 翌0:29

※『NEWS ZERO』拡大により3分繰り下げ。

## 出演者
レギュラー
- ロンドンブーツ1号2号
- 久本雅美

ナレーション
- 三村ロンド

## クイズ内容
1st STAGE「グルメスロット」
食や料理に関する四択問題（食材や料理の知識に関する問題、外国人が日本食を食べて、どれが最も多くの人の口に合わなかったかを当てる「最初の晩餐」を始めとしたアンケート問題等）に、各自答える。1人正解1ポイント獲得（4人全て正解なら、ボーナス＋1ポイント）。4問行って、10ポイント以上獲得できればクリア、料理を食べる事ができる。クリアできなければ、料理はロンブーの2人が食べる。
2nd STAGE「並べ替えクイズ」
4つの項目を、正しい順番に並べ替える。完全正解なら4人が、1つでも間違っていればロンブーが、料理を食べる事ができる。
LAST STAGE「グルメトラップ マズいのど～れ?」
ゲスト（主に俳優）が大好物を2品食べるが、片方の料理にはセンブリの粉末が混ぜられた不味い料理となっている（ゲストは、どちらがセンブリ入りか知らされていない）。食べた時のリアクション等から、解答者はどちらがセンブリ入りかを当てる。このステージのみ個人戦で、正解者が料理を食べる事ができる。

## スタッフ
- 構成：高須光聖、すずきB、村上卓史、松井洋介、山名宏和
- ブレーン：一文無隼人、下田雄大、西野直樹、勝木友香
- TP：深谷高史
- SW：岩田一己
- CAM：小出豊
- VE：川島直祥
- AUD：篠良一
- クレーン：伊郷憲二
- 照明：平井台雄
- 音響効果：礒川浩己、片岡幸司
- 編集：草野知則
- MA：渡辺和也
- 美術：永田勝明
- 美術デザイン：別所晃吉
- 美術進行：矢野雄一郎
- 衣装プラン：遠山直樹
- スタイリスト：f.i.j
- フードコーディネーターこ小菅貴子
- リサーチ：フォーミュレーション
- 宣伝：中野允嗣
- 制作デスク：山本美沙恵
- AP (アシスタントプロデューサー)：大塚峰子（読売テレビ）
- ディレクター：西田治朋・金城聖門・近藤創（クロスブリード）、関聖子（読売テレビ）/ 大坪正季（読売テレビ）、鈴木康浩、小林ちひろ
- 演出：中村元信（読売テレビ）
- プロデューサー：勝田恒次（読売テレビ）、山田貢（よしもとクリエイティブ・エージェンシー）、若生さとみ（クロスブリード）
- チーフプロデューサー：武野一起（読売テレビ）
- 技術協力：ニユーテレス、プログレッソ、ティ・ピー・ブレーン、アンサーズ、サウンドエフェクト
- 美術協力：フジアール、山田かつら
- 機材協力：フジマック、グランドデュークス株式会社
- 収録スタジオ：TMC砧スタジオ
- スタッフ協力：クロスブリード
- 制作協力：吉本興業
- 制作著作：読売テレビ

過去のスタッフ
- プロデューサー：伊藤潔（吉本興業）
- AP (アシスタントプロデューサー)：神田信二（よしもとクリエイティブ・エージェンシー）
- ディレクター：樽見近工